# Radio SRF 1

Logo von DRS 1 vor 2007

Logo von DRS 1 bis Ende 2012

Logo von Radio SRF 1 von 2012 bis 2020

Logo von Radio SRF 1 von 2020 bis 2022

Radio SRF 1 ist das erste Radioprogramm von Schweizer Radio und Fernsehen (SRF), einem Teil der SRG SSR. Es wird in der gesamten Schweiz über DAB sowie per Live-Stream im Internet verbreitet und erreicht täglich rund 1,25 Millionen Hörer in der Deutschschweiz. Damit ist Radio SRF 1 der meistgehörte Radiosender der Schweiz. Bis im Dezember 2012 hieß der Sender DRS 1, wobei das ursprüngliche Kürzel für Deutsche und Rätoromanische Schweiz stand, da für rätoromanische Sendungen erst 1954 ein eigener Sender zur Verfügung stand. Der Programmauftrag wird formal privatrechtlich von einem Verein unter einer Konzession des Bundes (Service public) erbracht. Zur Sonderstellung, die einem öffentlich-rechtlichen Programmauftrag entspricht, siehe SRG SSR#Die Gesellschaft.

## Geschichte
Seine Ursprünge hat SRF 1 im deutschsprachigen Landessender Radio Beromünster, weshalb sich die Geschichte von DRS 1/SRF 1 teilweise mit jener dieses Senders überschneidet. Beromünster begann im Jahr 1931 auf der Mittelwelle 531 kHz mit dem Sendebetrieb und konnte auch im umliegenden Ausland empfangen werden. Im Zweiten Weltkrieg hatte dieser Sender aufgrund der Berichterstattung zur politischen und militärischen Lage ein hohes Ansehen (siehe Jean Rudolf von Salis, der die Sendung «Weltchronik» betreute). Der erste UKW-Sender wurde 1952 auf dem St. Anton im Kanton Appenzell Innerrhoden in Betrieb genommen, und erste regelmässige Regionalsendungen wurden 1961 über UKW ausgestrahlt. Die «Regionaljournale» der einzelnen Gebiete (siehe unten) wurden allerdings erst 1978 eingeführt. 1966 begann man mit stündlichen Nachrichtensendungen.
Nach der Selbstdarstellung von DRS 1 aus dem Jahr 1991 will SRF 1 für möglichst viele Bevölkerungsgruppen interessant sein, aktuell und umfassend informieren, und das gegenseitige Verständnis fördern.
Am 1. Oktober 1996 ersetzte die Musigwälle 531 das erste Programm beim Landessender Beromünster, worauf DRS 1 nur noch auf UKW zu hören war. Seit 1999 (Region Bern und Zürich) und 2000 (Region Basel) begann die Ausstrahlung auf DAB.
Per Ende 2008 wurde der Mittelwellensender Beromünster abgeschaltet und ein Jahr später der Hauptsendeturm auf dem Blosenberg unter Denkmalschutz gestellt. Per Ende 2024 wurden auch die UKW-Rundfunkantennen abgeschaltet. Der Radioempfang erfolgt ab dann nur noch digital über DAB+ und Internet. Aufgrund von Sparmassnahmen beim SRF begann im Jahr 2025 der Verzicht auf das Hörspiel am Montag von 14 Uhr bis 15 Uhr.

## Fakten zum Sender
Täglich hören rund 1,25 Millionen Menschen in der Deutschschweiz Radio SRF 1 (Stand: Juli 2021). Der Marktanteil beträgt 26 Prozent, was den Sender zum Marktleader macht. Das Sendevolumen beläuft sich auf 13'000 Stunden pro Jahr. Radio SRF 1 beschäftigt im Radiostudio Leutschenbach (Radio Hall) in Zürich etwa 80 Mitarbeiter. Dazu kommen die Mitarbeiter aus dem Radiostudio Bern, wo die Informationssendungen produziert werden.

## Programm
Radio SRF 1 ist das wichtigste Informationsprogramm der Deutschschweiz mit 6 täglichen Regionaljournalen und einem vielfältigen Hintergrund- und Kulturangebot. Zu den programmatischen Schwerpunkten gehört das Informationsangebot, das unter anderem die SRF Nachrichten, vertiefende Sendungen wie das Rendez-vous am Mittag (seit 1968) oder das Tagesgespräch sowie das abendliche Echo der Zeit (seit 1945) umfasst. Im Begleitprogramm wird die Tagesaktualität in Gesprächen mit Experten, Gästen und Publikum vertieft: von der Morgensendung über den Treffpunkt bis hin zum Vorabend. Weitere wichtige Hintergrundsendungen sind International, Trend, Doppelpunkt, Forum oder die Samstags-Rundschau.
Zum Programm gehören aber auch Unterhaltung, Hörspiele, Satire, die Talkshow Persönlich, sowie die Radiosendung des trimedialen Kinderprogrammes Zambo. Ein weiterer Schwerpunkt von Radio SRF 1 liegt auf Kultursendungen wie dem Buchzeichen, der Musiksendung Swissmade oder der Mundartsendung Schnabelweid. Das Schreckmümpfeli bereitet die Hörer seit 1975 auf die Geisterstunde vor.
SRF 1 ist der primäre Kanal für Verkehrsmeldungen, Aufrufe der Polizei, und behördliche Anweisungen im Katastrophenfall. Der Sender strahlt täglich kurz vor Mitternacht die Nationalhymne (Schweizerpsalm) aus.

### Regionale Nachrichten
Das Regionaljournal berichtet montags bis freitags (um 6:30, 7:30, 8:30 Uhr und 12:00 nach den Nachrichten sowie ausführlich um 17:30 Uhr) und am Sonntag (17:30 Uhr) über das regionale Geschehen. Je nach DAB-Kanal sind sieben verschiedene Versionen des Regionaljournals zu empfangen:
- Kantone Aargau/Solothurn
- Kantone Basel-Stadt/Basel-Land
- Kantone Bern-Freiburg-Wallis
- Zentralschweiz
- Ostschweiz
- Kantone Zürich/Schaffhausen
- Kanton Graubünden

Ausserhalb des deutschen Sprachraums wird anstelle des Regionaljournals Musik gesendet.
Neben dem Regionaljournal existiert auch Regional Diagonal, welches montags bis freitags (16:30) und samstags (12:00, nach den Nachrichten) einen Blick in sämtliche Regionen der Schweiz bietet.

### Moderation (Auswahl)
- Sven Epiney
- Stefan Siegenthaler
- Dani Fohrler
- Mike La Marr
- Christina Lang
- Tina Nägeli